# Лук щетинолистный
Лук щетинолистный (лат. Allium setifolium) — многолетнее травянистое растение, вид рода Лук (Allium) семейства Луковые (Alliaceae).

## Распространение и экология
В природе ареал вида охватывает Среднюю Азию.
Произрастает на каменистых местах в предгорьях.

## Ботаническое описание
Луковицы обычно многочисленные, удлиненно-яйцевидные, чаще почти цилиндрические, диаметром 0,5—0,75 см, длиной 2—3 см, с кожистыми, желтовато-буроватыми, цельными, вверху раскалывающимися оболочками, прикреплены к корневищу, образуют плотную дернину. Стебель тонкий, высотой 5—10 см, при основания одетый гладкими влагалищами листьев.
Листья в числе 2, волосовидные, гладкие, почти равные стебля.
Чехол заострённый, мелкий, в несколько раз короче зонтика, остающийся. Зонтик пучковатый, малоцветковый, рыхлый. Листочки колокольчатого околоцветника розовые, с более тёмной жилкой, длиной 6—7 мм, почти равные, линейно-ланцетные, туповатые. Нити тычинок в полтора раза короче листочков околоцветника, почти до половины между собой и с околоцветником сросшиеся, цельные, шиловидные, почти равные. Столбик не выдается из околоцветника.
Коробочка в полтора раза короче околоцветника.

## Таксономия
Вид Лук щетинолистный входит в род Лук (Allium) семейства Луковые (Alliaceae) порядка Спаржецветные (Asparagales).
|  |                                      |  |                                                             |                                                             |                   |  | ещё 24 семейства (согласно Системе APG II) | ещё 24 семейства (согласно Системе APG II) |                       |  |  |  | ещё более 870 видов |
|  |                                      |  |                                                             |                                                             |                   |  | ещё 24 семейства (согласно Системе APG II) | ещё 24 семейства (согласно Системе APG II) |                       |  |  |  | ещё более 870 видов |
|  |                                      |  |                                                             | порядок Спаржецветные                                       |                   |  |                                            |                                            | род Лук               |  |  |  |                     |
|  |                                      |  |                                                             | порядок Спаржецветные                                       |                   |  |                                            |                                            | род Лук               |  |  |  |                     |
|  | отдел Цветковые, или Покрытосеменные |  |                                                             |                                                             | семейство Луковые |  |                                            |                                            | вид Лук щетинолистный |  |  |  |                     |
|  | отдел Цветковые, или Покрытосеменные |  |                                                             |                                                             | семейство Луковые |  |                                            |                                            |                       |  |  |  |                     |
|  |                                      |  | ещё 44 порядка цветковых растений (согласно Системе APG II) | ещё 44 порядка цветковых растений (согласно Системе APG II) |                   |  |                                            | ещё около 300 родов                        | ещё около 300 родов   |  |  |  |                     |
|  |                                      |  |                                                             | ещё 44 порядка цветковых растений (согласно Системе APG II) |                   |  |                                            |                                            | ещё около 300 родов   |  |  |  |                     |